# Squash (film)

Squash est un court métrage français sorti en 2002. Il a été écrit et réalisé par Lionel Bailliu.

## Synopsis
Alexandre fait une partie de squash avec son patron, Charles. Ce dernier pousse son partenaire dans une discussion perverse qui, au fil du match, s'avère être déterminante pour l'avenir d'Alexandre au sein de l'entreprise que dirige Charles.

## Fiche technique
- Réalisation, scénario : Lionel Bailliu
- Photographie : Thierry Deschamps
- Son : Emmanuel Guionet
- Production : Jérôme Cornuau
- Société de production : Tetra Media
- Genre : comédie dramatique
- Durée : 27 minutes

## Distribution
- Malcolm Conrath : Alexandre
- Eric Savin : Charles

## Autour du film
- Squash a été présenté au festival du court métrage de Clermont-Ferrand en 2008 et a également été nommé à l'Oscar du meilleur court métrage en 2004.
- Lionel Bailliu a réalisé Fair Play en 2005, un film dans lequel il reprend la thématique de Squash et où on retrouve l'acteur Eric Savin.

### Sources
- Livret de la 26e édition du Festival international du court-métrage de Clermont-Ferrand.